# 80:XX - 05060708
『80:XX - 05060708』（エイト・オー・ファイヴ・シックス・セヴン・エイト）は、2017年12月18日にリリースされた80KIDZのベストアルバム。

## 解説
- 80KIDZのダンス・トラックEPプロジェクト『８０(ハチマル)シリーズ』の5～8作目までをコンパイルしたアルバム。
- ボーナス・トラックとしてEP未収録の楽曲LABOが収録されている。

## 収録曲
1. Reversed Note (80:05収録)
2. IFDB (80:06収録)
3. No Wave (80:05収録)
4. Adolescentes (80:08収録)
5. Pearl (80:07収録)
6. Butter (80:05収録)
7. Bougie (80:06収録)
8. Etape02 (80:06収録)
9. Get Back (80:07収録)
10. Loup (80:06収録)
11. Vert (80:08収録)
12. Exit (80:08収録)
13. LABO (ボーナス・トラック)